# سفارت اندونزی در ویندهوک
سفارت اندونزی در ویندهوک (به لاتین: Embassy of Indonesia) یک منطقهٔ مسکونی و نمایندگی سیاسی این کشور در نامیبیا است که در ویندهوک واقع شده‌است.